# Josef Svoboda
Josef Svoboda (* 10. Mai 1920 in Čáslav; † 8. April 2002 in Prag) war ein tschechischer Bühnenbildner.
Zum Tischler ausgebildet, wechselte Svoboda an die Prager Industrie- und Kunstschule. Er war Mitgründer des Theaters im Bedřich Smetana Museum. Ab 1948 war er Bühnenbildner und bald darauf Ausstattungsleiter im Prager Nationaltheater.
Seit 1956 arbeitete er auch in der DDR (Dresden) und bald darauf in ganz Europa und Amerika. In London stattete er an der Covent Garden Opera Richard Wagners Ring aus.
Mit dem Komponisten Václav Kašlík u. a. entwickelte er einen antiillusionistischen Stil und bezog besondere Beleuchtungseffekte und Filme in seine Gestaltungen ein.
Internationale Aufmerksamkeit fand sein Konzept des Diapolyekran, das anlässlich der Expo 67 in Montreal präsentiert wurde.
Svoboda arbeitete auch mit der Laterna magika zusammen.